# Вилла Торриджани
Вилла Торриджани (итал. Villa Torrigiani) — памятник истории и архитектуры, вилла (загородный дом), построенная во второй половине XVI века. Расположена в селении Камильяно, в муниципалитете Капаннори, близ Лукки (Тоскана).

## История
Первое упоминание виллы относится к 1593 году как принадлежащей семье Буонвизи. В конце XVII века Николао Сантини приобрёл виллу и перестроил южный фасад в стиле барокко, вероятно, под впечатлением архитектуры Версаля, увиденной им в то время, когда он был послом Республики Лукка при королевском дворе в Париже.
В 1816 году Виттория Сантини вышла замуж за Пьетро Гуаданьи, который взял фамилию своей матери Торриджани (Torrigiani), чтобы унаследовать семейное имущество и титул маркиза (древняя флорентийская семья осталась без других наследников мужского пола). С тех пор усадьба получила название «Вилла Торриджани».

## Архитектура
Реконструкция виллы, предпринятая в конце XVII века Н. Сантини, включала добавление двух боковых корпусов и перестройку главного фасада с добавлением бельведера, балюстрады и ниш со статуями и портала типа серлианы первого этажа c повторением этой композиции на втором этаже. Фасад завершается башенкой-лантерной с небольшим куполом. Архитектором был болонец Альфонсо Торреджани (сходство фамилий заказчика и архитектора случайно).
Вилла отличается полихромией главного фасада, полученной с использованием контрастных материалов: чередование серого камня и жёлтого туфа в колоннах и арках, белого мрамора статуй и охристой штукатурки. Задний фасад в стиле позднего ренессанса оформлен лоджией с колоннами тосканского ордера. На верхнем этаже располагался частный театр.

## Парк
Перед главным фасадом в 1650-х годах был разбит партерный парк французского «регулярного стиля» с двумя симметричными бассейнами. Дальнейшее обустройство парка относится к XIX веку. В дальней части был построен фонтан как центр «Тайного сада» (giardino segreto), или «сада Флоры», когда-то окружённого высокой стеной.
Главная ось виллы была выделена аллеей кипарисов длиной около 700 метров. Часть парка сохранила английский «пейзажный стиль» с восьмиугольным рыбным прудом, а другая спроектирована по регулярному плану с галереями, статуями, фонтанами и партером с вольерами для экзотических птиц.
Центром парка считается «Нимфей ветров», от названия статуй, олицетворяющих ветры. К этому центру сходятся дорожки сада.

## В истории культуры
Вилла Торриджани использовалась в 1969 году в качестве места действия и съёмок фильма «Один из тринадцати» (Una su tredici) Николасом Жесснером и Лучано Лучиньяни с Витторио Гассманом, Шэрон Тейт, Орсон Уэллсом и Витторио Де Сика в главных ролях. Вилла Торриджани также появляется в фильме Марио Моничелли «Маркиз дель Грилло» (Il marchese del Grillo) 1981 года с Альберто Сорди в главной роли.

## Другие виллы Торриджани
Во Флоренции небольшую виллу рядом с садом Торриджани иногда называют «Виллой Торриджани».
В Скандиччи (Scandicci, Флоренция) есть ещё одна вилла Торриджани, построенная в стиле Возрождения, в здании располагается винодельня.

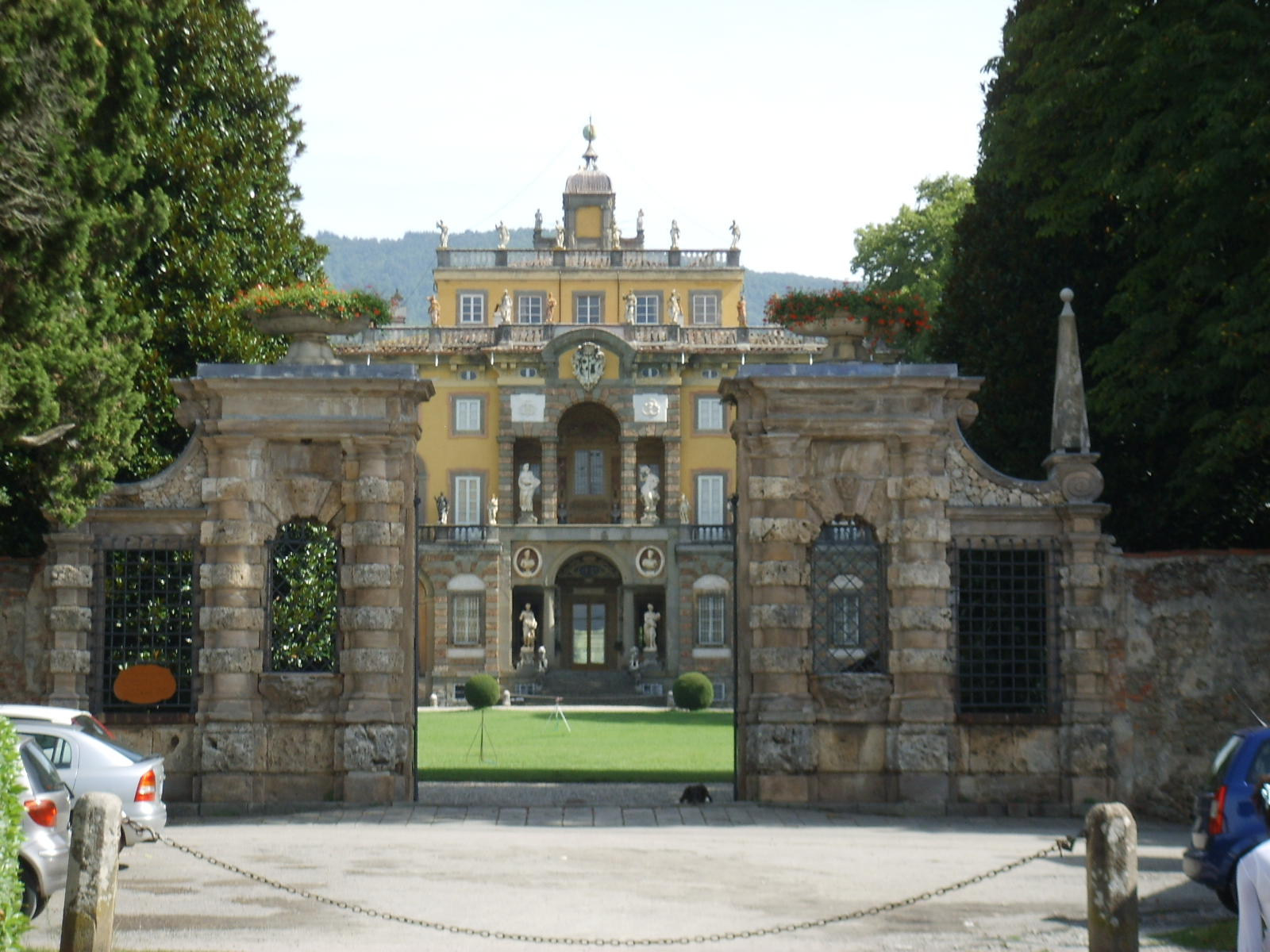
Главный фасад виллы
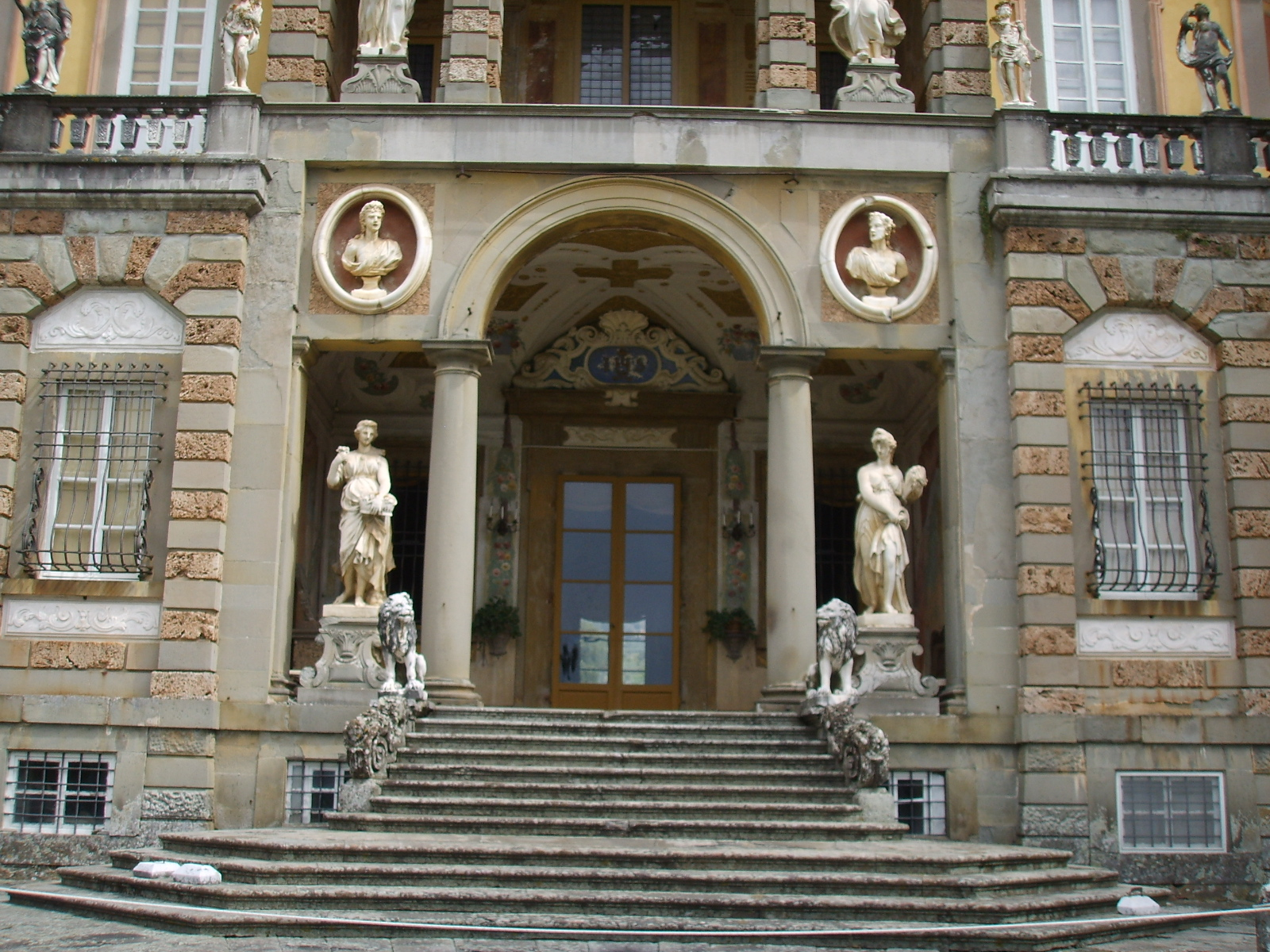
Главный вход
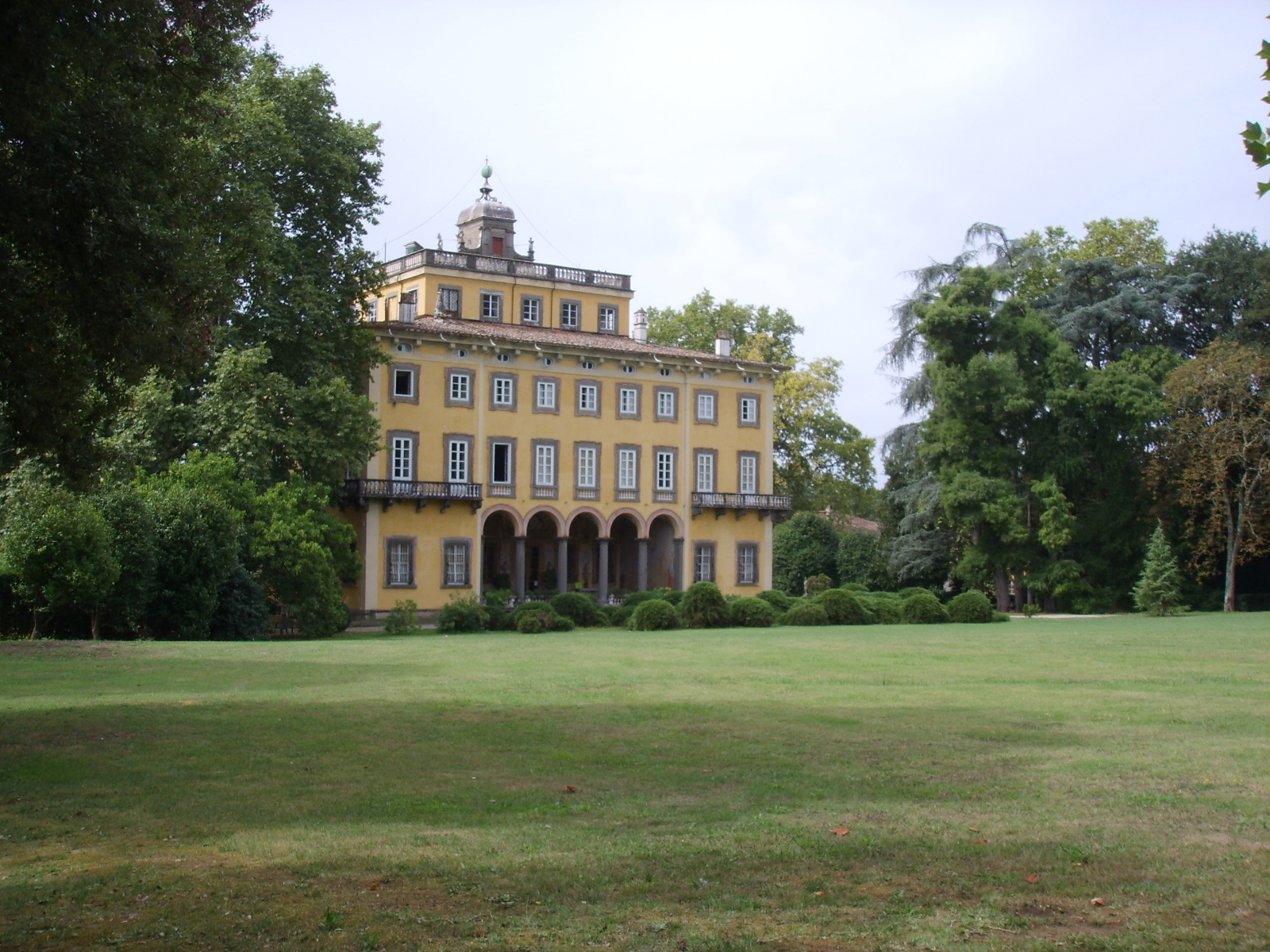
Задний фасад
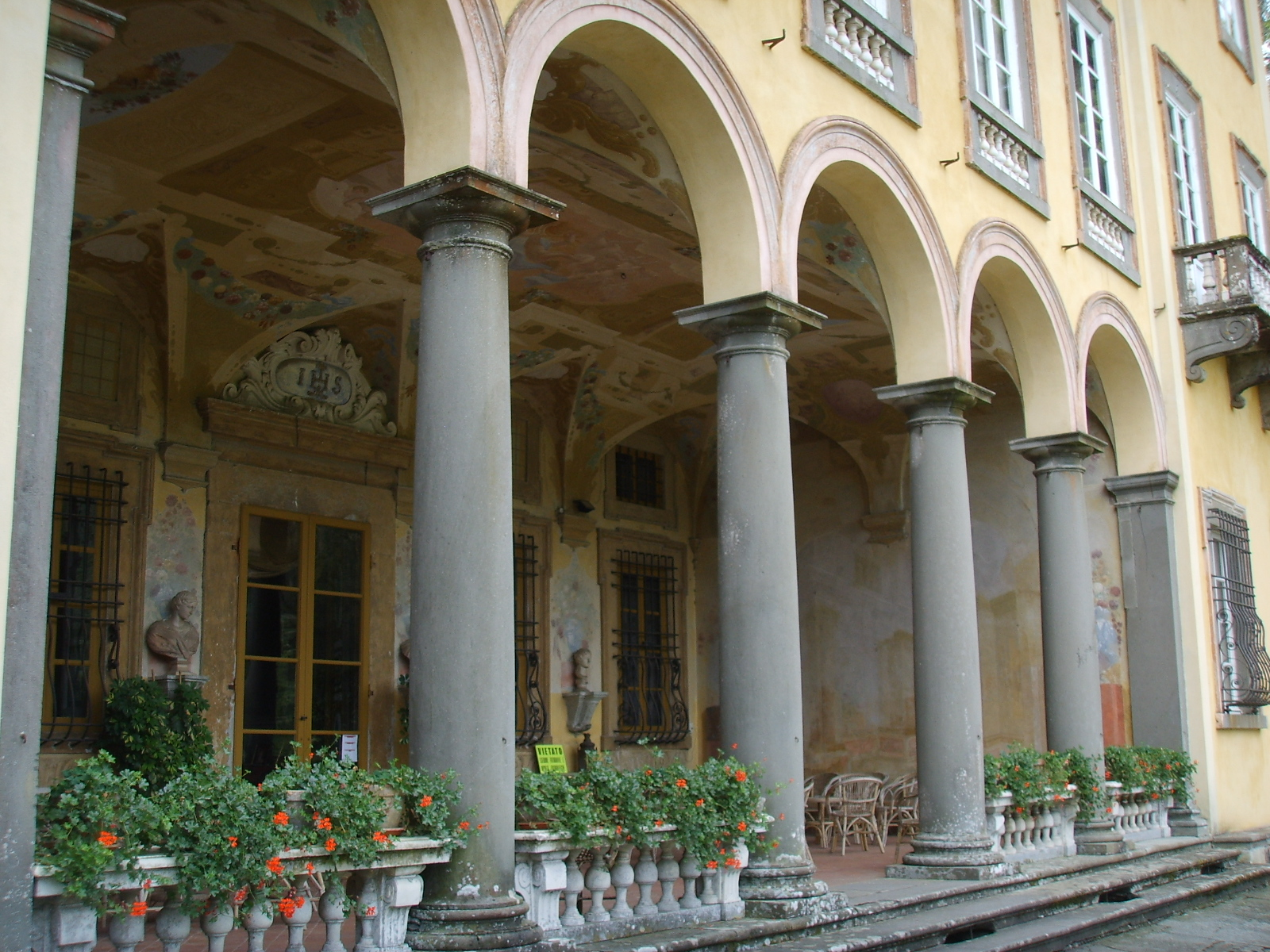
Лоджия
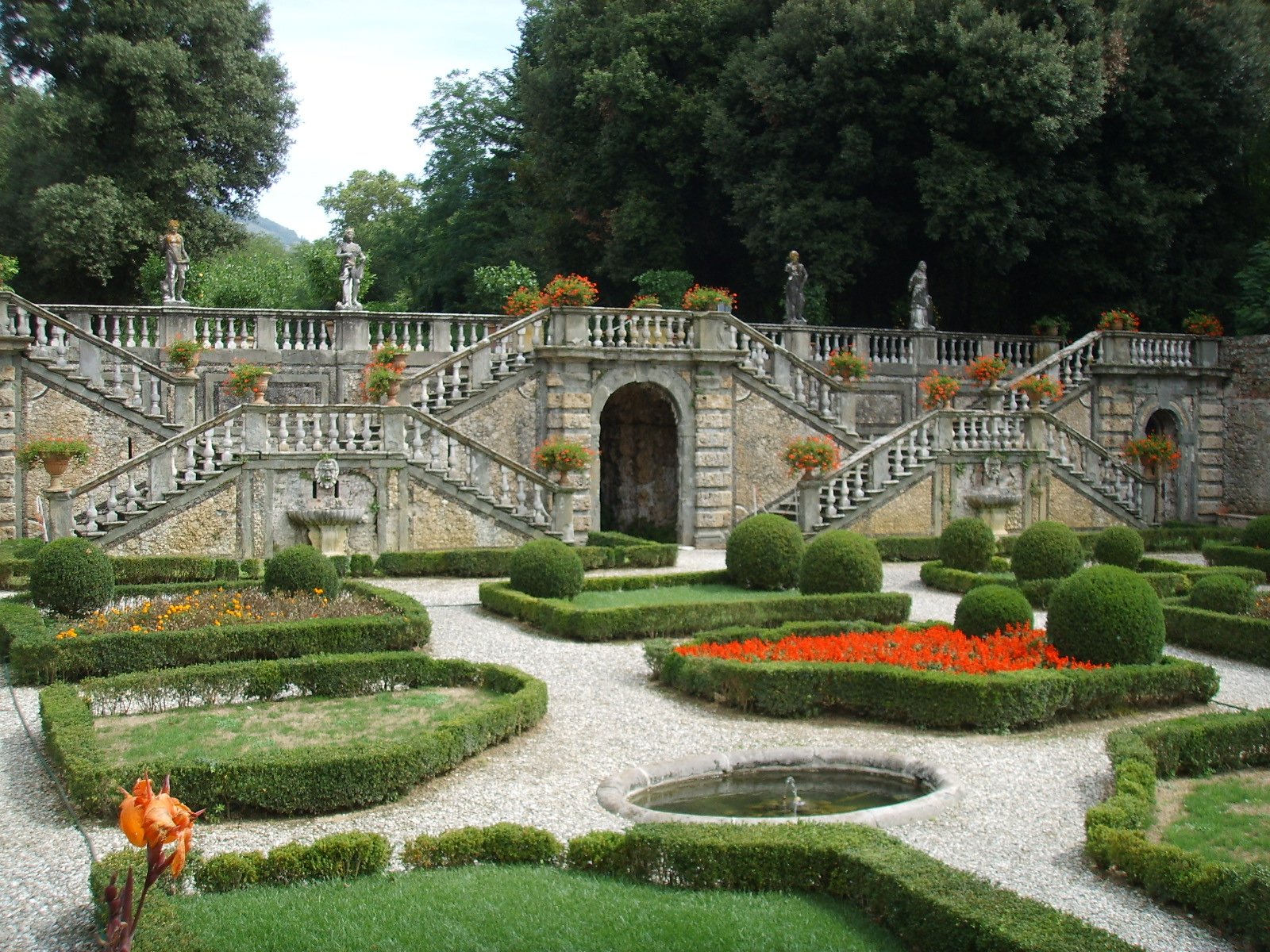
«Тайный сад» с нимфеем ветров
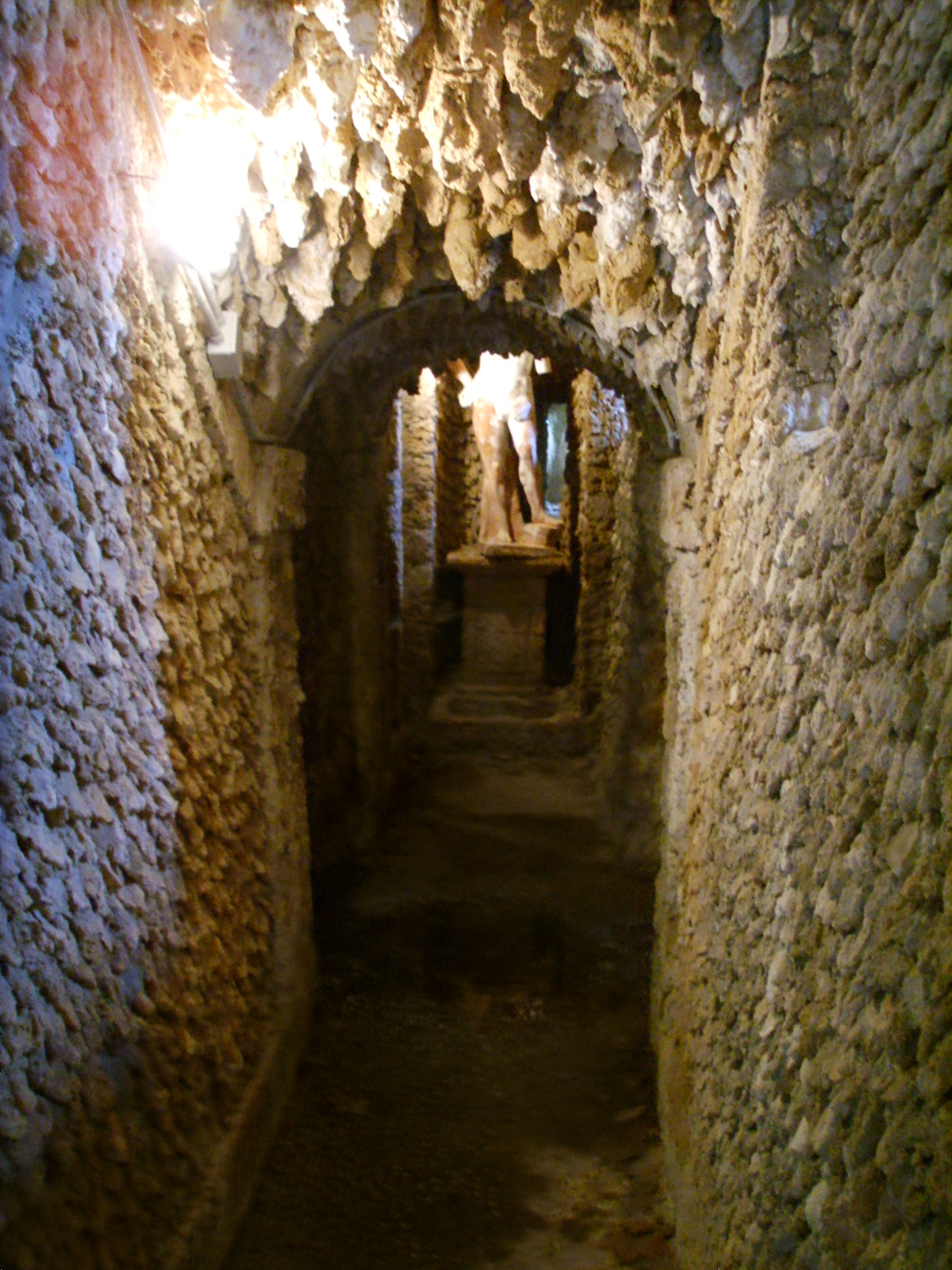
Грот нимфея
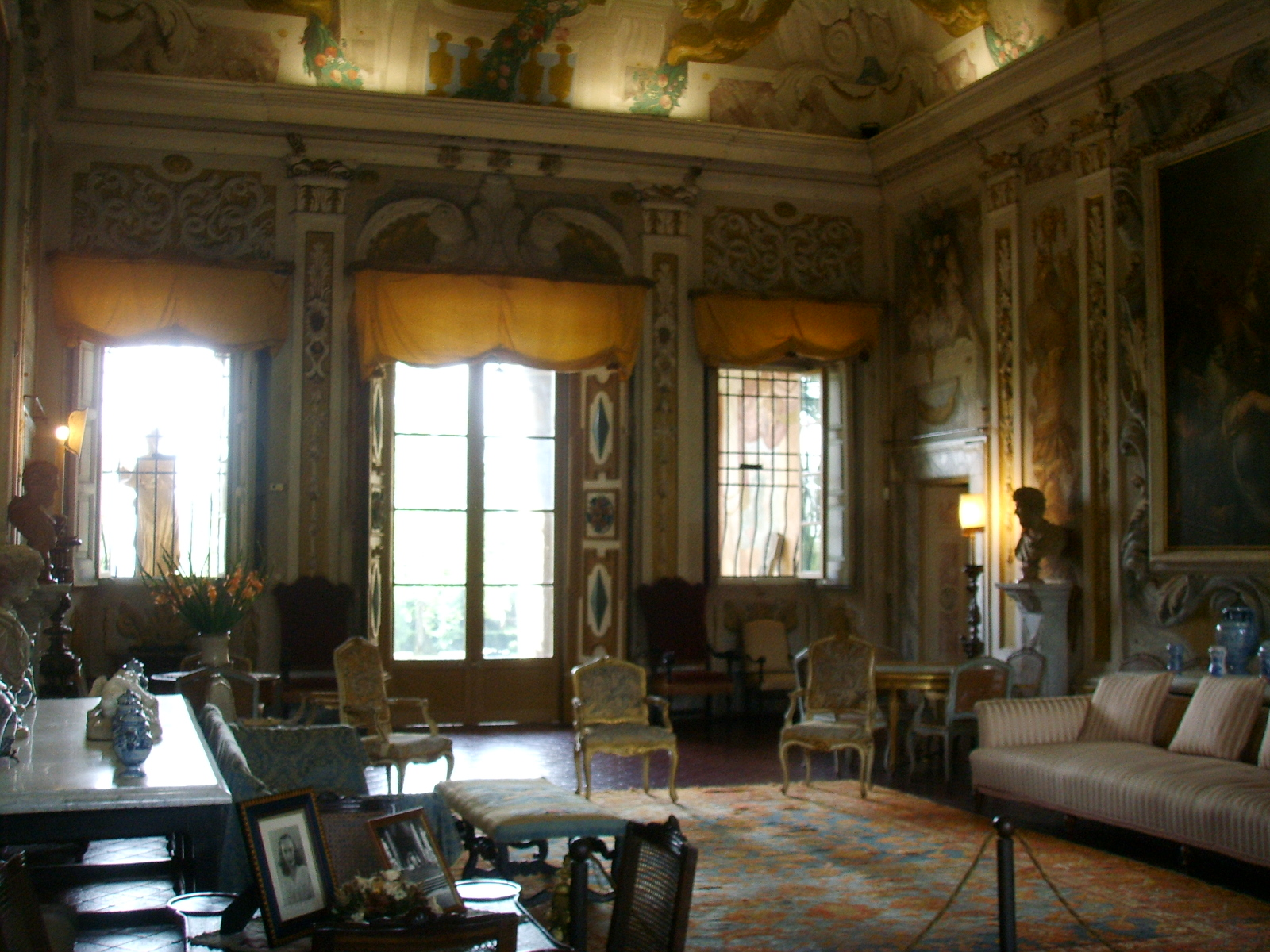
Один из интерьеров виллы